# Landschaftsschutzgebiet Salzachsee-Saalachspitz
Koordinaten: 47° 51′ N, 13° 1′ O
Das Landschaftsschutzgebiet Salzachsee-Saalachspitz ist ein Landschaftsschutzgebiet im Nordwesten der Stadt Salzburg im Stadtteil Liefering. Für die Bevölkerung bedeutende geografische Objekte sind darin das Gebiet um den Salzachsee mit weiteren kleinen Seen sowie der sogenannte Saalachspitz, die nach Norden zulaufende Landspitze am Zusammenfluss von Saalach und Salzach, den beiden Hauptflüssen des Bundeslandes Salzburg.

## Geografie

### Lage und Ausdehnung

Begrenzung des Landschaftsschutzgebiets Salzachsee-Saalachspitz in Salzburg

Das Landschaftsschutzgebiet befindet sich am nordwestlichen Ende der Stadt Salzburg im Norden des Stadtteils Liefering am linken Ufer der Salzach, die somit die gesamte ostseitige Begrenzung bildet. Grenze des Schutzgebiets im Südosten und Süden sind die Theodostraße, die in nördliche Richtung verlaufende Schmiedingerstraße bis Höhe des Karlsbader Weihers sowie anschließend die wieder nach Süden führende Fischergasse bis etwa auf Höhe der Altglan, danach führt die Begrenzung weiter quer durch die sogenannten Lehenauen bis zum Forellenweg. Im Südwesten begrenzt sich das Schutzgebiet durch den Forellenweg bis nördlich der Forellenwegsiedlung und anschließend hin zur Saalach, die in der Folge bis zu ihrer Einmündung in die Salzach den gesamten westseitigen Abschluss bildet.
Am südlichen Rand des Schutzgebiets befindet sich die Salzachseesiedlung. Ausgespart vom geschützten Areal ist im Westen eine bebaute Enklave in der sogenannten Herrenau.
Das Schutzgebiet hat eine Fläche von 184,4 Hektar (ha) und liegt in der Katastralgemeinde Liefering II auf rund 410 m ü. A. Der nördliche Teil, die nach Norden zulaufende Landspitze an der Mündung der Saalach in die Salzach, ist örtlich als Saalachspitz bekannt. Die östliche Begrenzung durch die Salzach bildet im äußerst nördlichen Abschnitt gleichzeitig die Stadtgrenze zur Gemeinde Bergheim, die Saalach im Westen ist über die gesamte Länge auch Staatsgrenze zu Bayern; gegenüber liegt die Stadt Freilassing.

### Bodennutzung und Gewässer

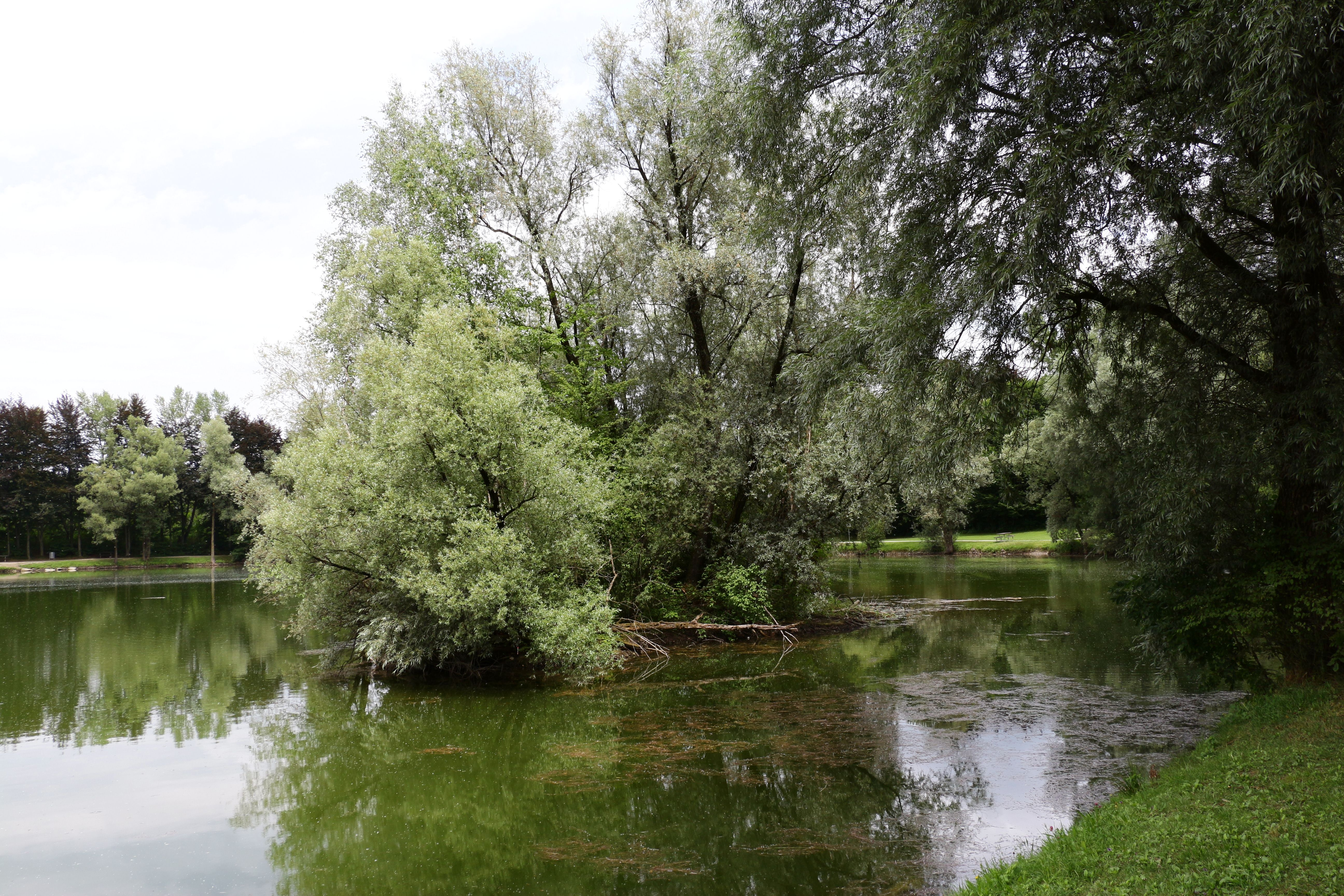
Am Karlsbader Weiher

Das geschützte Gebiet liegt auf einer Schotterebene über Seeton und Flyschgestein aus der Zeit der Oberkreide. Im Bereich des Landschaftsschutzgebiets besteht die heutige Bodennutzung zum überwiegenden Teil in Form von Wiesen und einigen Äckern sowie einem unterschiedlich breiten Waldsaum entlang von Saalach und Salzach. Der Saalachspitz ist weitgehend bewaldet. Zudem existieren in dem geschützten Gebiet eine rund 4,6 ha große Kleingartensiedlung sowie eine 2014 von einer örtlichen Initiative angelegte 4000 m² große Streuobstwiese.
In der Herrenau ist ein Teil des Landschaftsschutz-Areals mit Sporteinrichtungen verbaut.

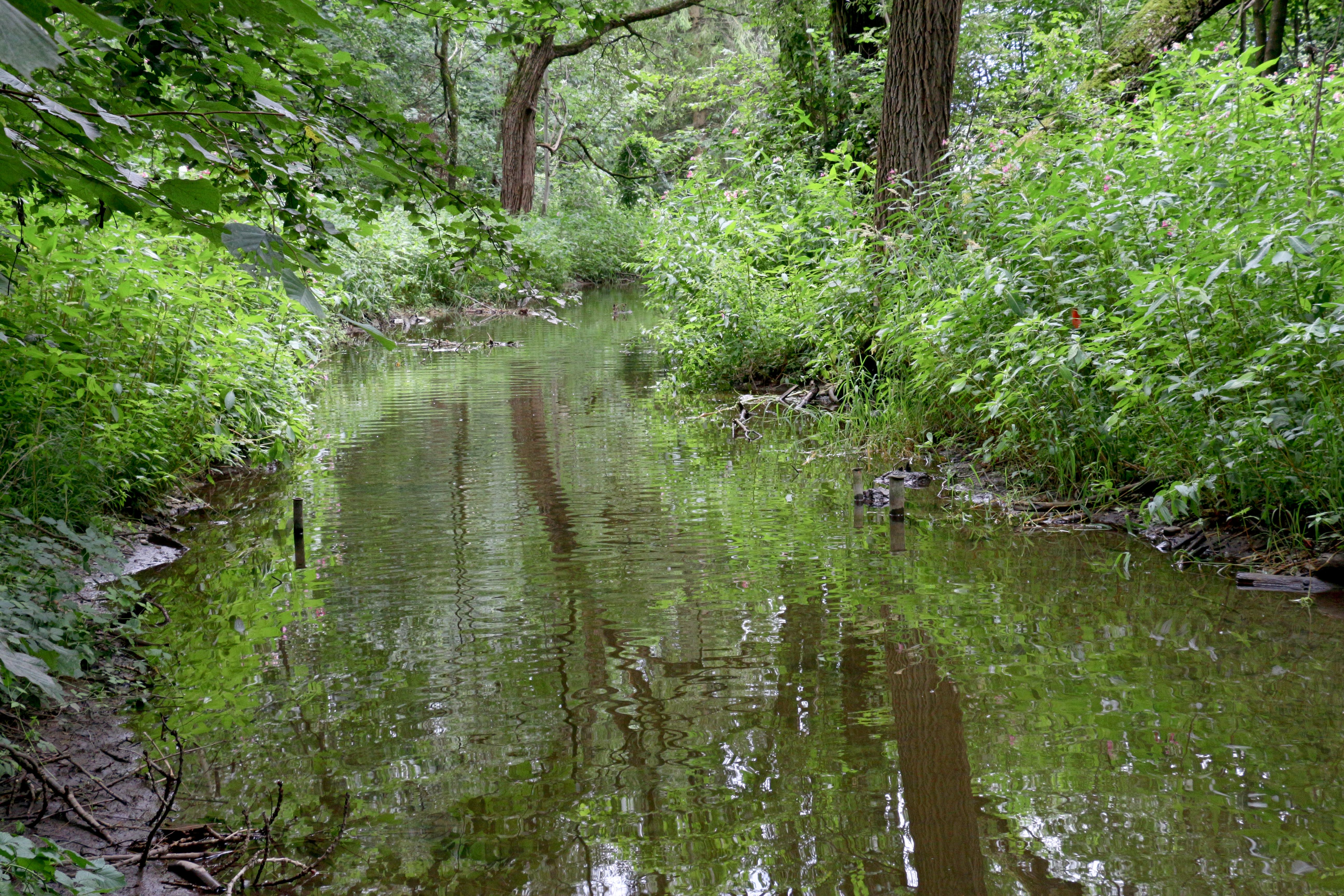
Die Altglan

Durch das Gebiet fließt in nördliche Richtung in einem weitgehend natürlichen Bett die Altglan, das ist der unterste Abschnitt der Glan, die knapp 800 m südlich der Saalacheinmündung ebenfalls in die Salzach mündet. Bereits im südlichsten Bereich des Schutzgebietes mündet in die Altglan der Lieferinger Mühlbach.
Im südöstlichen Teil des Landschaftsschutzgebiets befindet sich der Salzachsee mit einigen weiteren Seen, die oft gemeinsam als Salzachseen bezeichnet werden. Von Bedeutung sind von diesen hauptsächlich der Badesee Liefering und der Karlsbader Weiher. Es handelt sich dabei um Baggerseen, die im 20. Jahrhundert entstanden sind.

## Geschichte
Das Gebiet des heute geschützten Areals war noch zu Beginn des 19. Jahrhunderts gekennzeichnet von den weitläufigen Nebenarmen von Saalach und Salzach. Die zahlreichen dazwischen befindlichen Kiesbänke wurden alljährlich zu Hochwasserzeiten überschwemmt, und das Gelände veränderte sich immer wieder. Nachdem 1816 eine neue Grenze zwischen dem Königreich Bayern und dem nun Österreich zugeteilten Herzogtum Salzburg beschlossen worden war, wurde aus militärischen Gründen die Festlegung einer fixen Grenzlinie fällig. Diese sollte in der Mitte der Saalach liegen und nach deren Einmündung in die Salzach sich mittig dieser fortsetzen. So beschloss man Regulierungsmaßnahmen zur Herstellung eines fixen Bettes dieser Flüsse. Auch die Aussicht auf Eindämmung der Hochwasserschäden sowie auf die Gewinnung trockenen Landes zu landwirtschaftlichen und baulichen Zwecken trug nicht zuletzt aus fiskalischen Gründen das Ihrige zur Entscheidung mit bei. Die Trasse wurde nach einer bereits von Juli bis November 1817 vorgenommenen Kartierung festgelegt. Durch die in den nächsten Jahrzehnten folgende Eintiefung der Hauptgerinne erfolgte eine sukzessive Austrocknung der Nebenarme der Flüsse. Eine letzte Vermessung der Grenzlinie erfolgte in den 1950er Jahren.
Unmittelbar nördlich des Zusammenflusses von Saalach und Salzach existierte noch um 1930 ein Fährbetrieb zwischen dem heute zu Freilassing gehörenden Salzburghofen und dem zu Bergheim gehörenden Ort Muntigl.
Bald nach dem Anschluss Österreichs an Nazideutschland im Jahr 1938 fing man mit dem Bau der geplanten Reichsautobahn nach Wien, der heutigen Westautobahn (A 1), an. Im Zuge dessen begann man im östlichen und südöstlichen Bereich des heutigen Schutzgebiets mit der Rodung und dem Aushub von Erdmaterial für die Autobahnböschung. Größter der dabei entstandenen Baggerseen, die schon bald zum Baden genutzt wurden, war der Salzachsee, dessen Name ein Provisorium war, das bestehen blieb. Unter dem Titel „Der Salzach-See. Leopoldskron hat Konkurrenz bekommen“ wird in der Presse berichtet:

„Wir haben den See einstweilen ‚Salzach-See‘ genannt. Er liegt ja ganz nahe an der Salzach, und nicht bloß ein räumlicher, auch ein ‚innerer‘ Zusammenhang besteht: durch die gleiche Wasserhöhe, denn der Grundwasser-Spiegel richtet sich nach dem Wasserstand der Salzach. Man könnte aber den See einstweilen auch Reichsautobahn-See nennen, bis ein poetischer Name gefunden ist.“

 Bereits zu dieser Zeit wird von einem zukünftigen Naherholungsgebiet mit Badestrand, Spielplätzen, Sonnenterrassen und einem eventuellen Hotel gesprochen. 
Den Saalachspitz als abgelegenen Treffpunkt von Kriegsflüchtlingen aus dem Osten thematisiert der Salzburger Autor Wolfgang Kauer in seiner Erzählung Treibgut am Saalachspitz.
In den 1950er Jahren erfolgte in diesem Raum auch Schotterabbau für Wohnbauzwecke. Das heutige Schutzareal wurde in den folgenden zwei Jahrzehnten an verschiedenen Stellen auch als Mülldeponie genutzt. Vorkehrungen betreffend den Umweltschutz, im Besonderen der Wasserverunreinigung, sind unterblieben, sodass diese Stellen heute teilweise als Altlasten beobachtet werden. Bezüglich der ohnehin begrenzten Bautätigkeit im Bereich des Landschaftsschutzgebietes sind daher zusätzliche Richtlinien einzuhalten.

### Altlasten
Hinsichtlich des Umweltschutzes stehen zwei Areale als Altlasten unter Beobachtung:
- Die Altlast Salzachsee-Nord ist das Gebiet nördlich des Badesees Liefering bis zum Saalachspitz. Auf rund 138.000 m² wurden ab 1959 in erster Linie Hausmüll und Bauschutt abgelagert sowie von 1977 bis 1985 Gartenabfälle, Straßenkehricht und Erdaushub. Die über 10 m mächtigen Ablagerungen wurden ohne Vorkehrungen zum Grundwasserschutz vorgenommen. Stellenweise kommt es – mit abnehmender Tendenz – zu Deponiegasbildung und zur Beeinträchtigung der Grundwasserqualität. Das hier vorhandene Grundwasser wird nicht genutzt. Im Herbst 2003 wurde das Gebiet zur Altlast erklärt.[7] Das Gelände ist heute Grüngebiet.

- Die Altlast Herrenau befindet sich im Westen des Schutzgebietes. Die frühere Deponie Herrenau umfasste ein Gelände von rund 114.000 m², in dem von 1973 bis 1979 Bauschutt, Sperrmüll sowie Gewerbe- und Industriemüll abgelagert wurde. Es wird eine geringe Deponiegasbildung und auch eine Beeinträchtigung des Grundwassers verzeichnet, das allerdings nicht genutzt wird. Das Gebiet wurde im Februar 1999 zur Altlast erklärt.[8] Auf dem Areal befindet sich heute unter anderem die Lieferinger Kleingartenanlage.

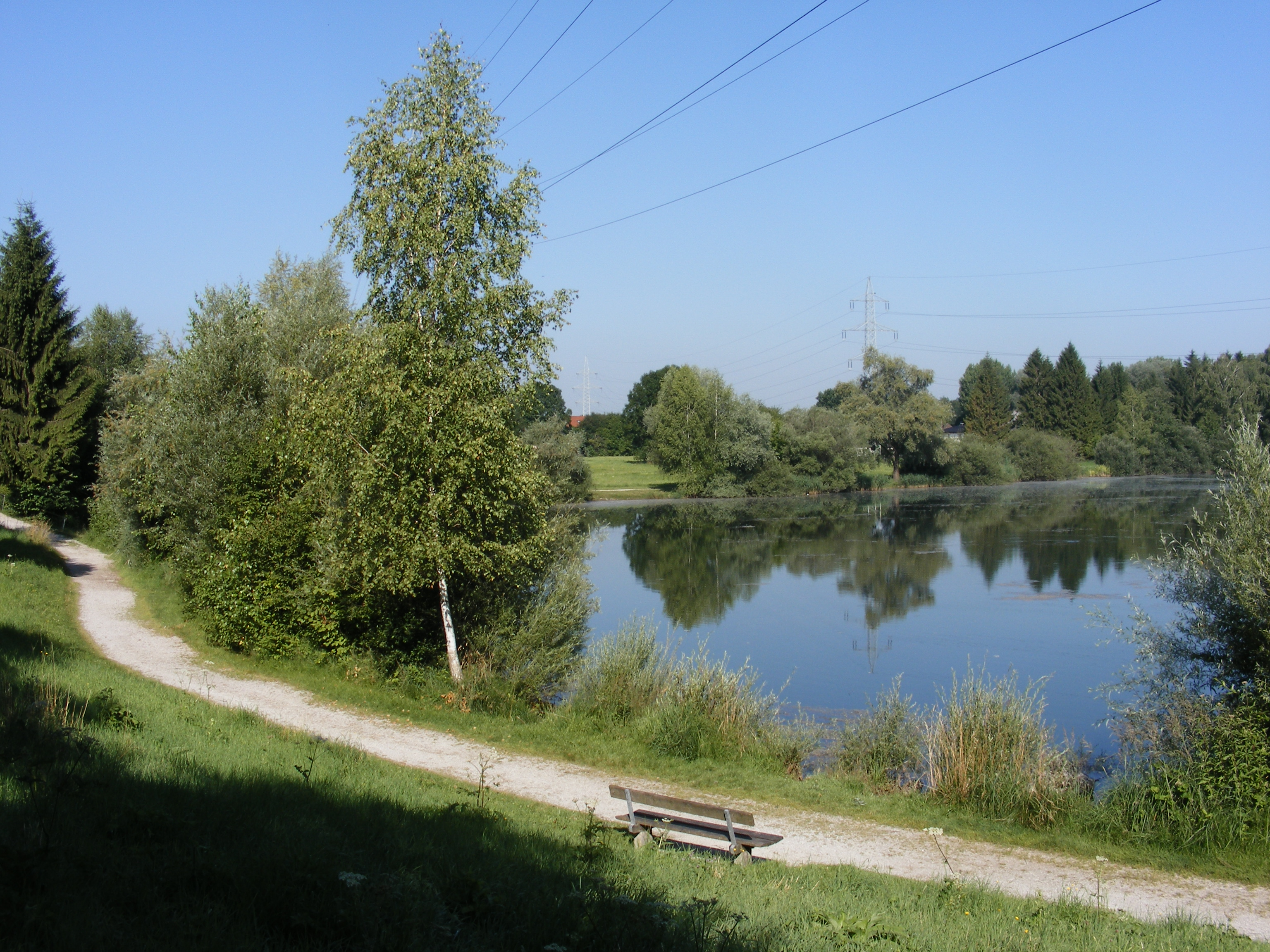
Am Lieferinger Fischteich – das heutige Landschaftsgepräge im Gebiet der früheren salzachnahen Mülldeponie und Altablagerung Salzachsee-Süd

Bei der Altablagerung Salzachsee-Süd handelt es sich um eine ehemalige rund 114,00 m² große Schottergrube, in die von 1959 bis 1977 Hausmüll, Bauschutt und Aushubmaterial abgelagert wurden. Das unter Beobachtung stehende Gebiet wurde Mitte 2010 vom Umweltbundesamt aus dem Verdachtsflächenkataster gestrichen, ist aber weiterhin als Registrierte Altablagerung gelistet. Für das Gelände, auf dem sich heute unter anderem der Lieferinger Fischteich und der Salzachsee befinden, gelten aus Sicherheitsgründen weiterhin die auch für die Altlastengebiete gültigen Vorsichtsmaßnahmen.
Die Oberflächengewässer im gesamten Landschaftsschutzgebiet befinden sich außer- bzw. oberhalb der Altablagerungen.

### Unterschutzstellung
Große Bereiche der salzachnahen Mülldeponie wurden 1966 geschlossen und ab 1967 allmählich rekultiviert und schrittweise in eine Erholungslandschaft umgestaltet. Mit 1. Juli 1967 wurde das Landschaftsschutzgebiet Salzachsee eingerichtet. Die Wiederherstellung der staubigen und großflächig devastierten Landschaft feierte man damals als Großtat. Nach der Unterschutzstellung wurde der Druck der Bevölkerung nach einem raschen Ende der Deponierung immer größer, sodass die Deponie 1977 endgültig geschlossen wurde.
Eine wesentliche Bereicherung erhielt das Schutzgebiet mit 1. Mai 1982 durch Einbeziehung der westlich an die Salzachseen angrenzenden, naturnahen Wiesen- und Auwaldlandschaft. Diese beinhaltete allerdings auch das Gebiet der heutigen Altlast Herrenau, das bis 1979 zur Müllentsorgung gedient hatte. Seit dieser Erweiterung heißt das Gebiet „Landschaftsschutzgebiet Salzachsee-Saalachspitz“ und ist im Naturschutzbuch des Landes Salzburg unter der Nummer LSG 00055 verzeichnet.
Zweck des Schutzes ist „die Erhaltung 1. der besonderen landschaftlichen Schönheit […] (Wiesenlandschaft mit ihren Bachläufen und Gehölzsäumen, Parklandschaft mit Seen und Weihern, Auwaldsaum); 2. des bedeutenden Erlebnis- und Erholungswertes der für den Stadtbereich Salzburg charakteristischen Kulturlandschaft, die an den dicht verbauten Siedlungsraum Lehen/Liefering angrenzt“.
Die Stadt Salzburg ist einerseits seit Jahrzehnten bemüht, einen möglichst großen Grünraum im Stadtgebiet und an der Peripherie zu den Nachbargemeinden zu erhalten; das Landschaftsschutzgebiet Salzachsee-Saalachspitz ist neben dem ebenfalls 1967 begründeten Landschaftsschutzgebiet Hellbrunn (heute Teil des Landschaftsschutzgebiets Salzburg-Süd) eines der ältesten Schutzgebiete der Stadt. Andererseits gibt es Ausnahmeregelungen beim Bau von Gebäuden und Anlagen in Schutzgebieten. Im Landschaftsschutzgebiet Salzachsee-Saalachspitz wurde entgegen Protesten seitens der Bevölkerung Ende 2008 dem Bau einer Profifußball-Akademie seitens des Red Bull-Konzerns zugestimmt, welche in der Folge auf dem Gelände der früheren Trabrennbahn in der Herrenau auch errichtet wurde. Eine Erweiterung für den Bereich Eishockey erfolgte wenige Jahre später.

### Umgestaltung des Saalachspitzes 2014
Zu Beginn des Juni 2013 führten Saalach und Salzach starkes Hochwasser, was insgesamt zu massiven Schäden an Gebäuden, Infrastruktureinrichtungen und an den Ufersicherungen der beiden Flüsse führte. Schäden an der Rechten Saalachzeile, der Zufahrtsstraße zur Herrenau, wurden unmittelbar nach dem Hochwasser behoben. Um eine Verbesserung der Sohlstabilität der Saalach sowie des Hochwasserschutzes im gesamten Raum zu erzielen, waren weitere Maßnahmen notwendig. Von Januar 2014 bis Januar 2015 wurden auf einer Fläche von 19 ha Sanierungsarbeiten vorgenommen; die Baukosten von 3,8 Mio. Euro wurden zur Gänze aus Bundesmitteln bestritten.
Dabei wurden zur Aufweitung Teile des Uferschutzes der Salzach entfernt, zwei Flutmulden zwischen Saalach und Salzach angelegt und die Treppelwege entlang der Flüsse neu trassiert. Die Altglanmündung wurde komplett neu gestaltet, indem man knapp 250 m oberhalb der Einmündung den Bachlauf umgelenkt und hierauf in zwei parallel zur Salzach verlaufende und separat mündende Arme von 680 bzw. 280 m Länge aufgeteilt hat. Mit den Baumaßnahmen wurde in Summe eine neue Gewässerfläche von etwa 3 ha mit einer Länge von 1,2 km geschaffen.

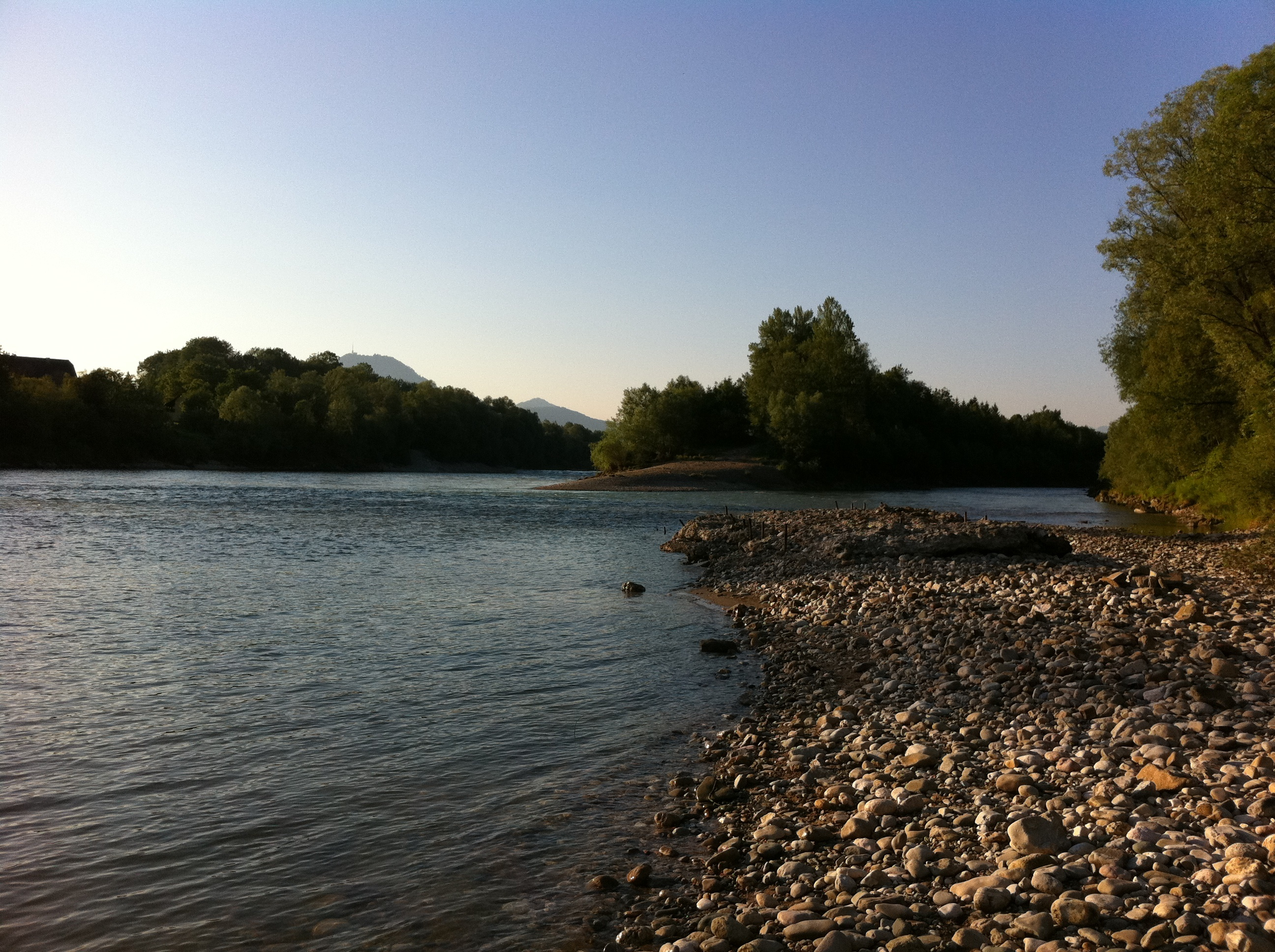
Der Saalachspitz 2011 – Blickrichtung Süden von der Freilassinger Seite
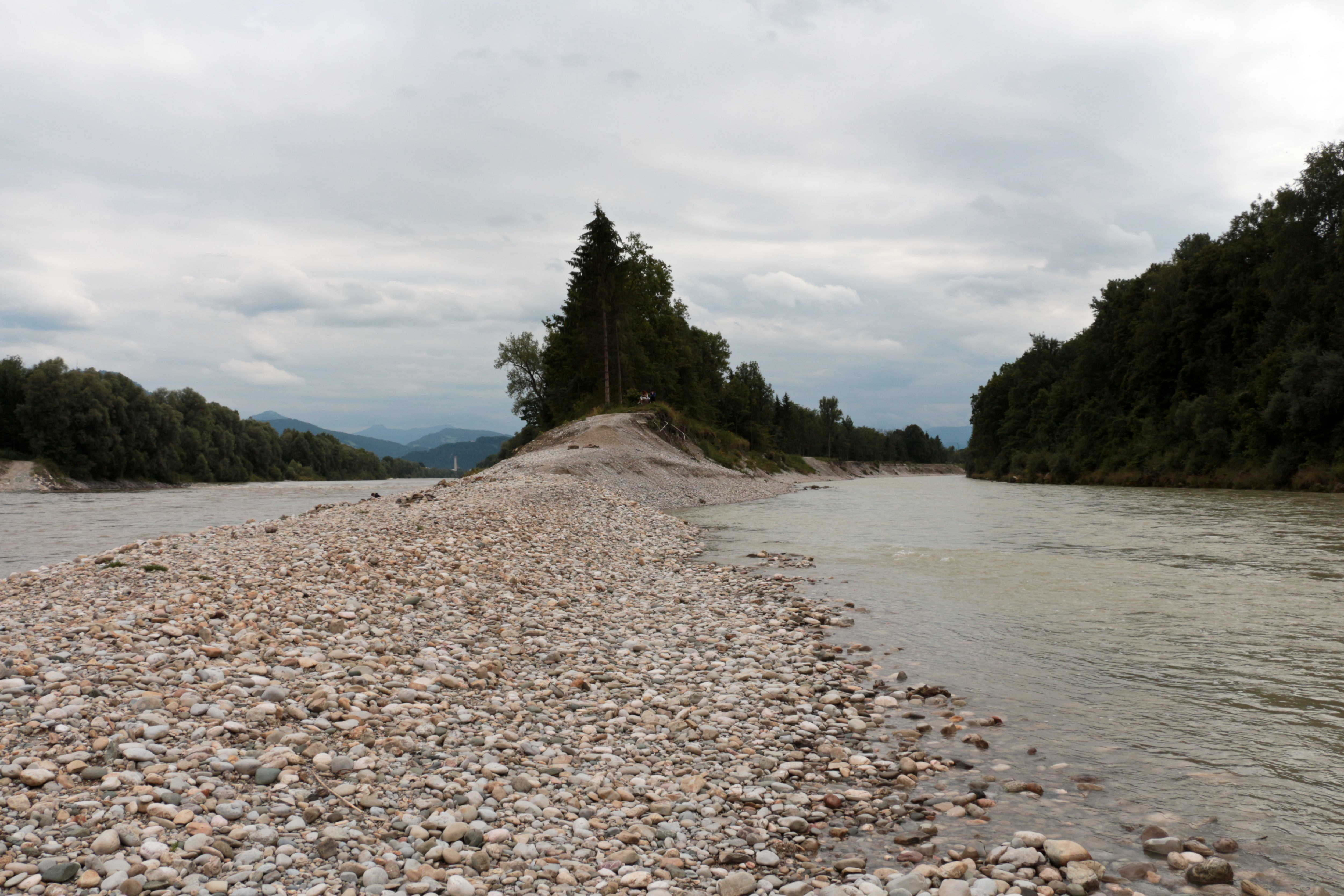
Der Saalachspitz 2015 – Blickrichtung Süden, links: Salzach, rechts: Saalach
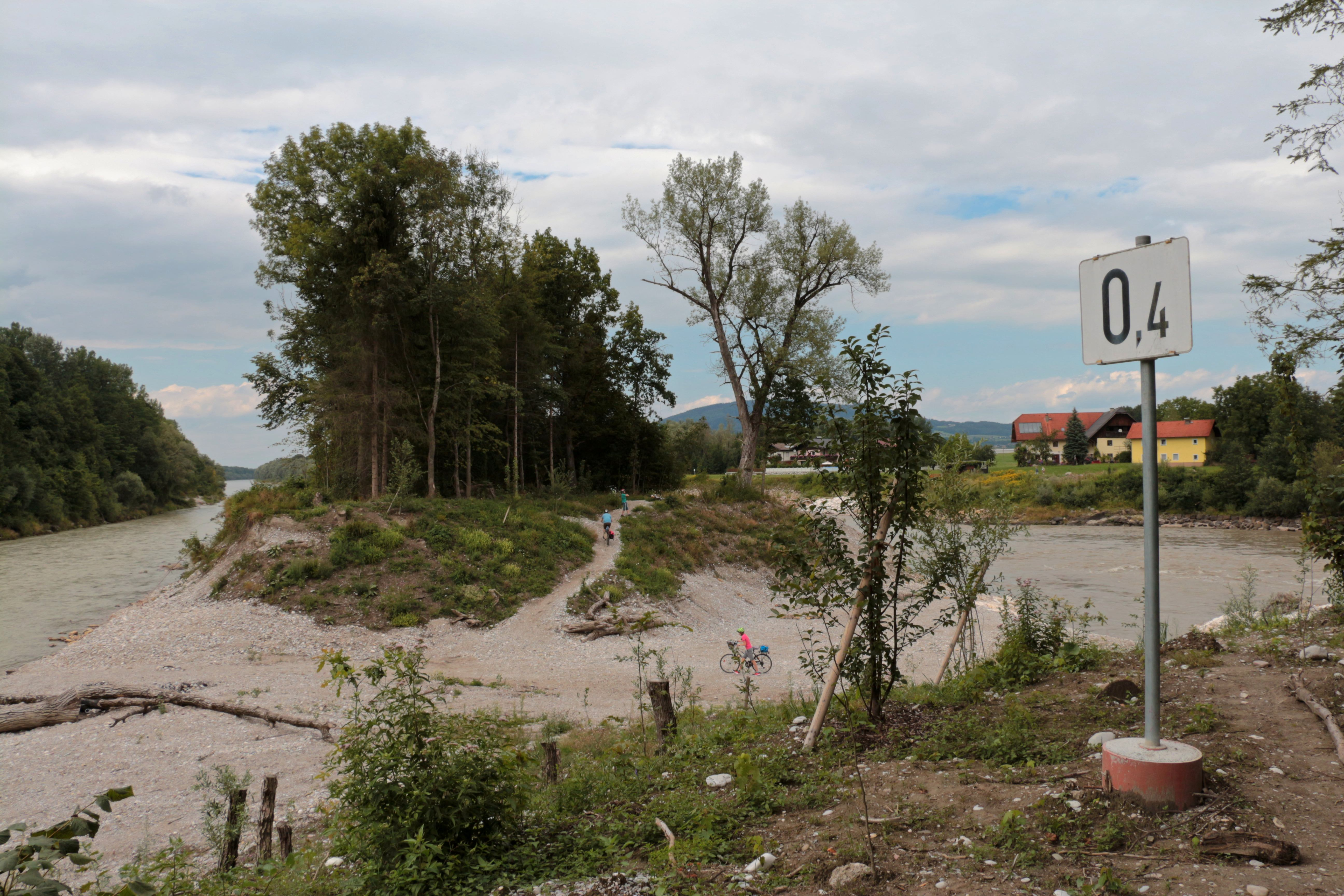
Eine 2014 errichtete Flutmulde zwischen Saalach (links) und Salzach

## Natur
Die Flora des geschützten Gebiets ist gekennzeichnet unter anderem durch Baumarten wie Weiß- und Schwarzpappel, verschiedene Weidenarten, Grauerle, Bergahorn und Stieleiche sowie durch verschiedene Sträucher wie etwa Wolliger Schneeball, Wilder Wein, Weißdorne, Hartriegel oder Aronstab.
Aus dem Tierreich sind typisch Igel, Eichhörnchen sowie mehrere Enten- und Gänsearten vertreten. Im Karlsbader Weiher gibt es zudem mehrere Fischarten wie beispielsweise Hecht, Zander und Döbel.

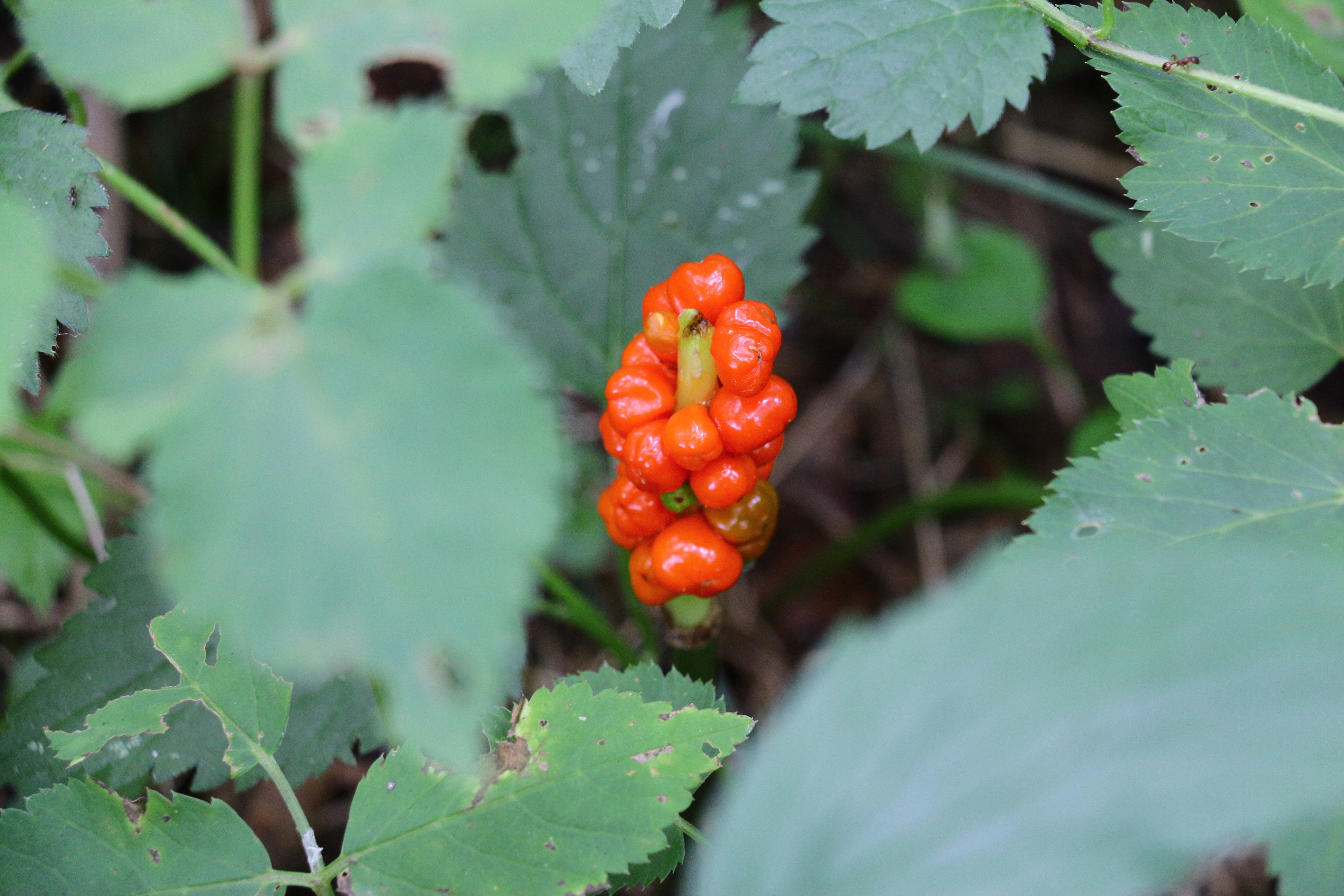
Im Auwald des Saalachspitzes
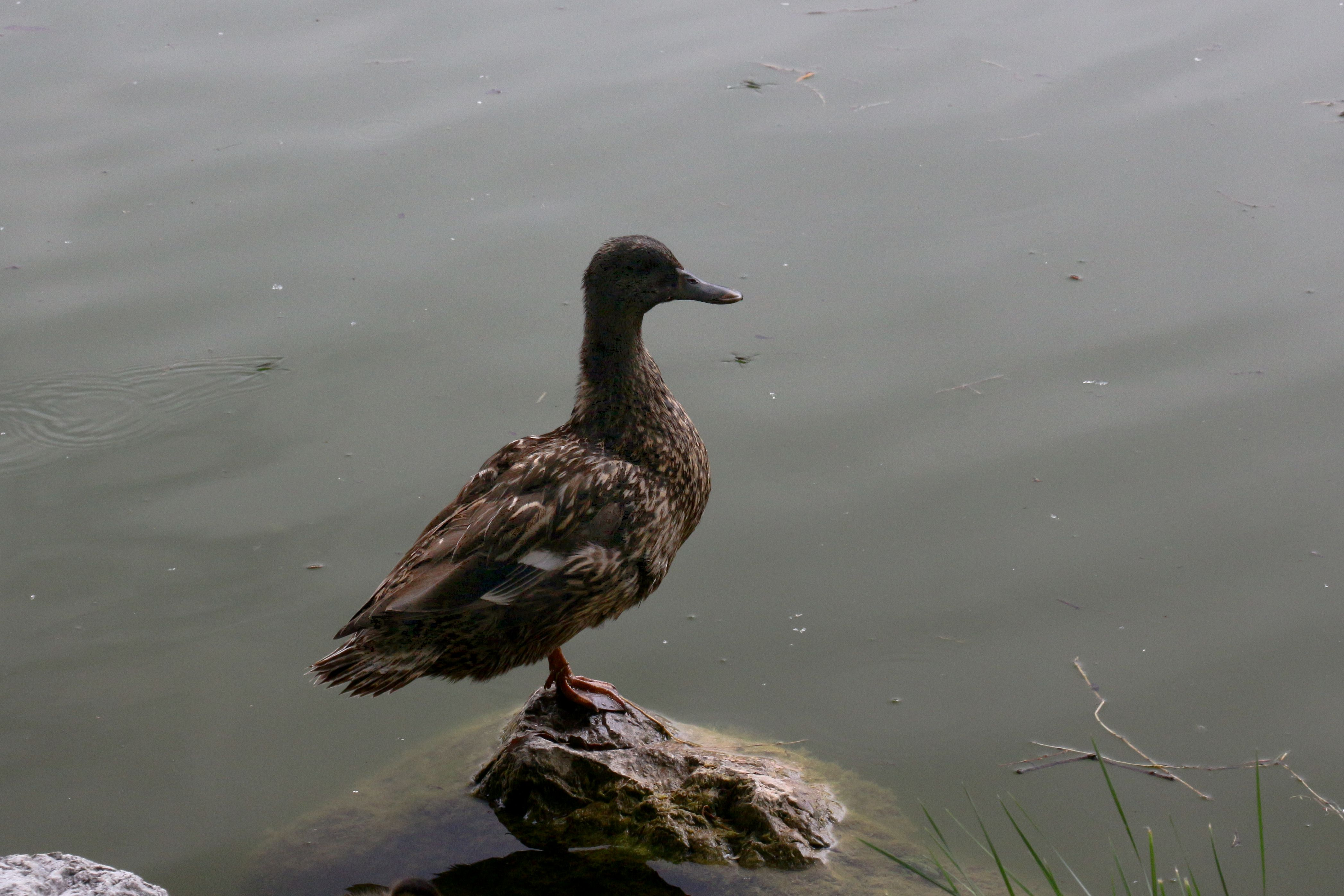
Am Karlsbader Weiher
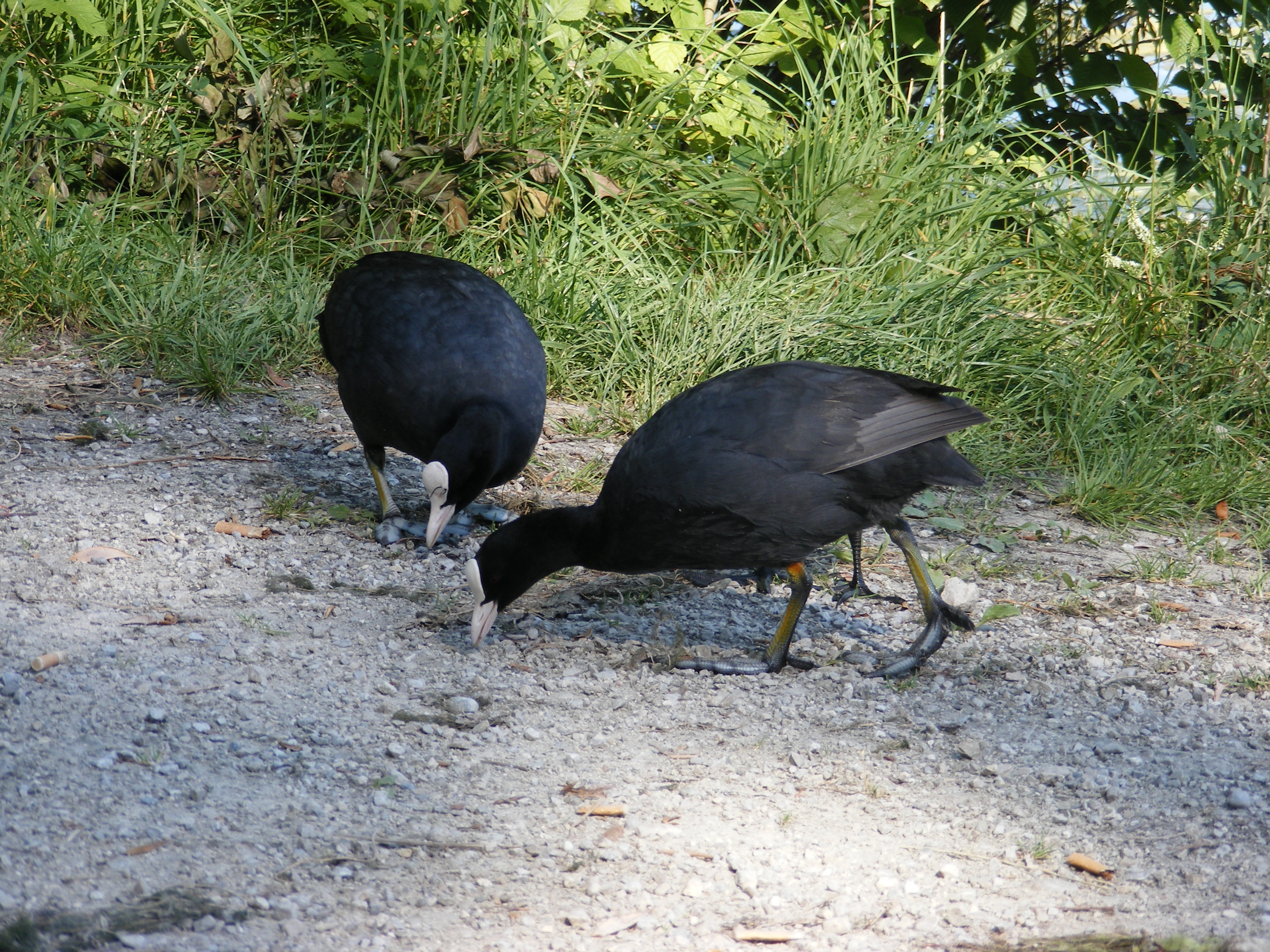
Am Salzachsee
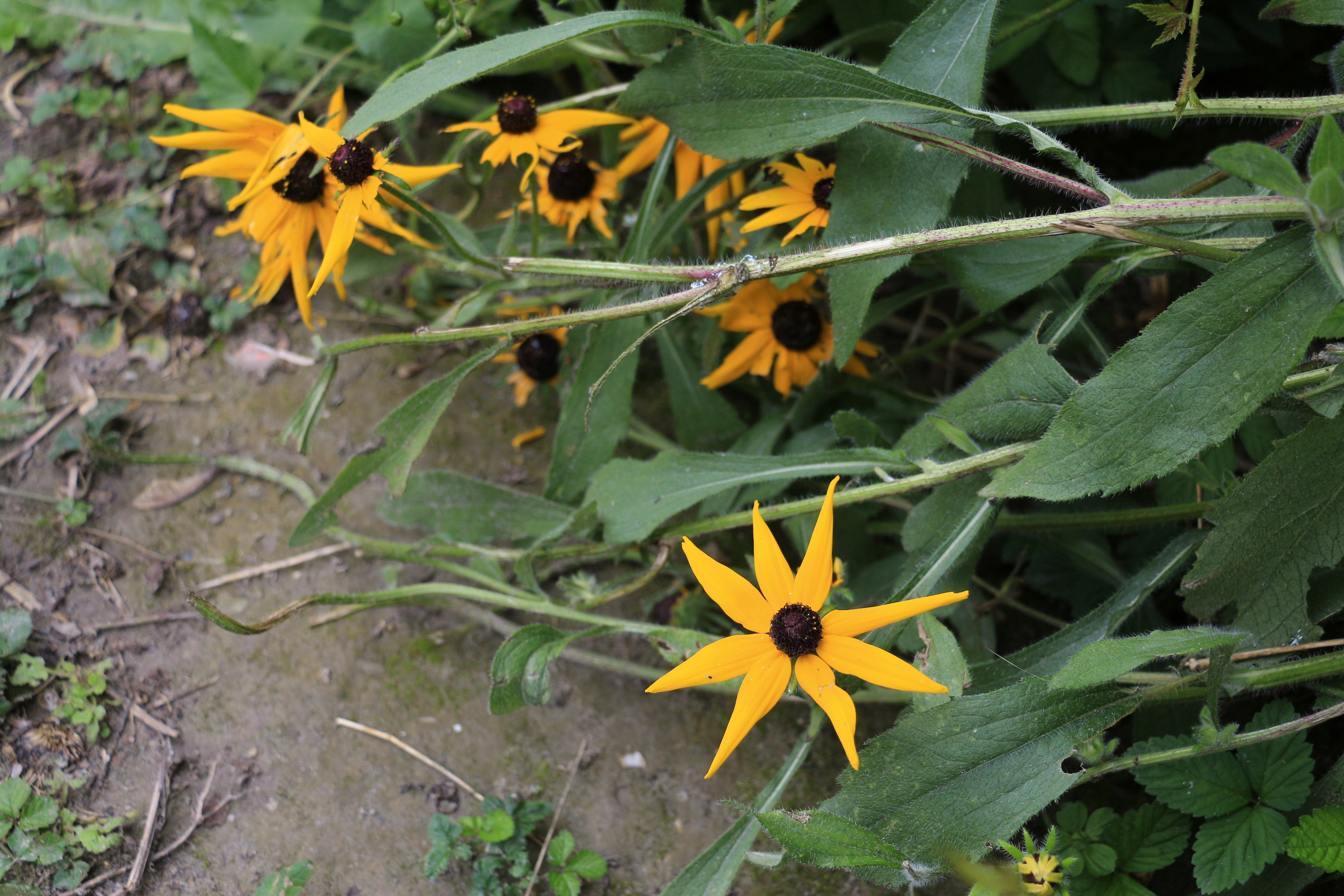
Im Auwald des Saalachspitzes

## Infrastruktur und Nutzung des Landschaftsraums

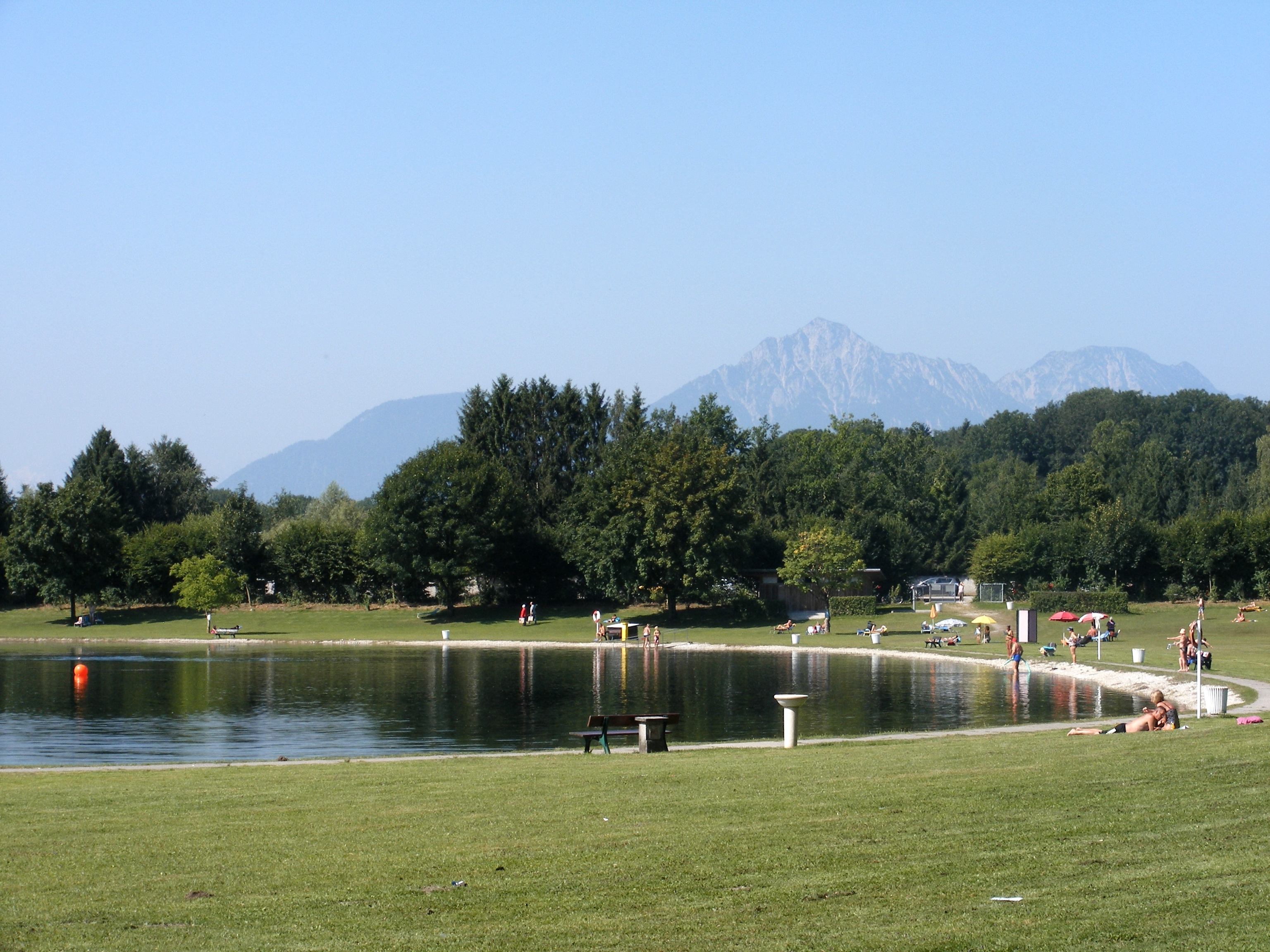
Badesee Liefering

Sowohl entlang der Salzach als auch der Saalach führt ein Fuß- und Radweg zum Saalachspitz, dessen äußerstes Ende seit dem Umbau 2014 von beiden Flussseiten einen gemeinsamen Zugang hat. Die Wege eignen sich für Jogging und Nordic Walking. Auf Höhe des äußersten Spitzbereichs ist an der Salzach der Bau des Kraftwerks Munitgl geplant.

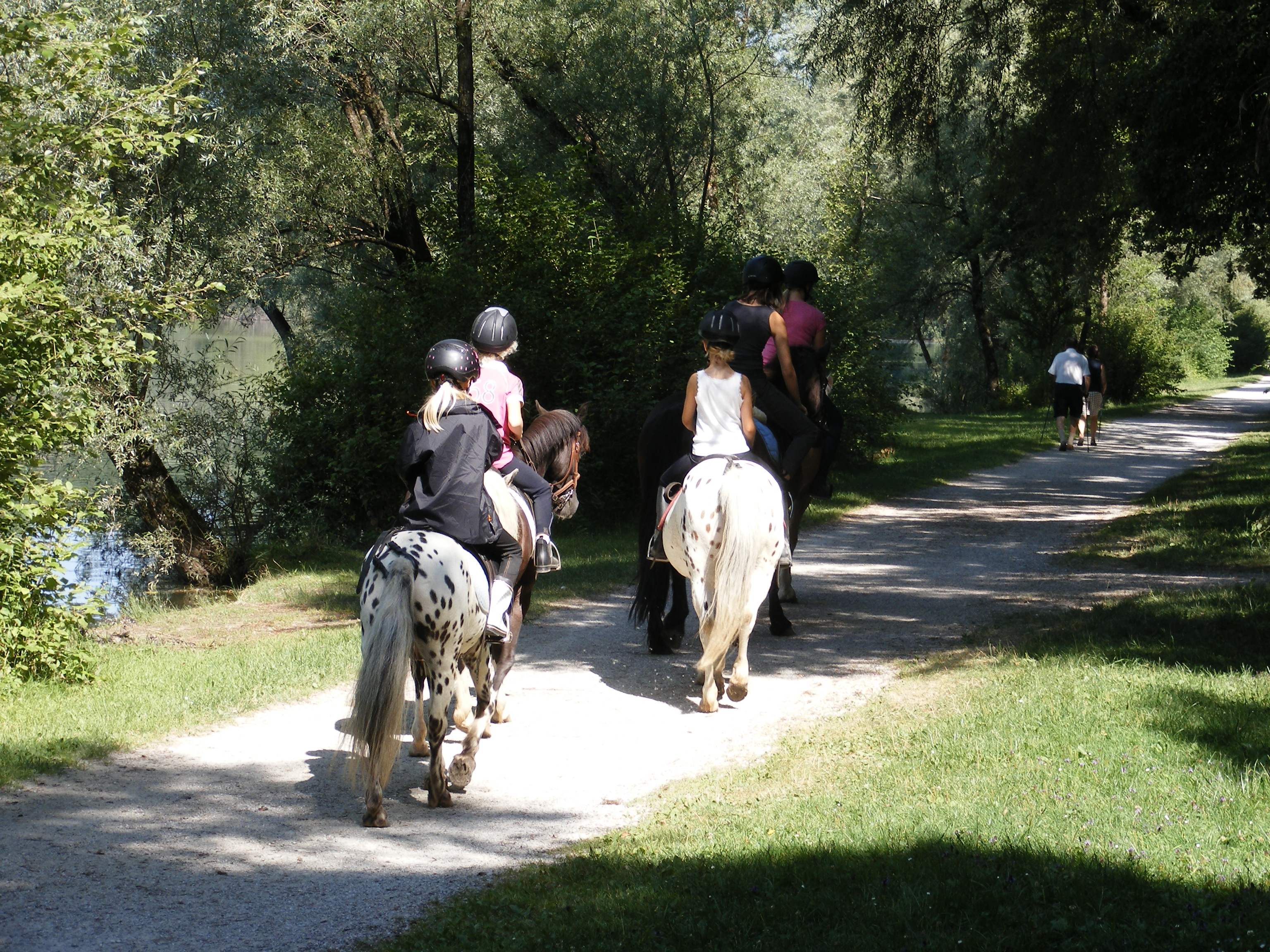
Ausritt am Salzachsee

Am häufigsten besucht wird das Schutzgebiet im südöstlichen Teil, wo sich die größeren Seen befinden, in erster Linie zu Erholung, Baden und Angeln. Auch das Ausreiten mit Pferden wird von einem Reitstall in der Herrenau aus betrieben. Als Angelgewässer dienen der Karlsbader Weiher und der Fischteich Liefering. Am Badesee Liefering gibt es badebezogene Einrichtungen und einen Kiosk. Neben dem See liegt der Kinderspielplatz Salzachsee Nord und südlich des Fischteichs Liefering der Kinderspielplatz Salzachsee Süd. Zudem existiert nordwestlich des Salzachsees eine Minigolfanlage. Hinter dem Lieferinger Badesee gibt es seit 2012 eine rund 4000 m² große Hundefreilauffläche.
Das Aufstellen von Zelten im Bereich des Schutzgebietes ist gesetzlich nicht gestattet.
An der Hauptzufahrtsstraße zum Naturraum, der Schmiedingerstraße, gibt es zwei Parkplätze für Privatfahrzeuge. Mit öffentlichen Verkehrsmitteln erreichbar ist das Gebiet mit der städtischen Obus-Linie 7 (Haltestelle Theodostraße und Endstation Salzachsee).